# Tixtla de Guerrero
Tixtla de Guerrero là một đô thị thuộc bang Guerrero, México. Năm 2005, dân số của đô thị này là 37300 người.